# Pouchkine (ville)
Pour les articles homonymes, voir Pouchkine (homonymie).
Pouchkine (en russe : Пушкин, finnois : Saari), anciennement Tsarskoïe Selo (Царское Село « village des tsars »), est une ville de Russie. Autrefois située dans l'oblast de Léningrad, elle est depuis 1991 sous la juridiction de Saint-Pétersbourg. Sa population s'élevait à 106 087 habitants en 2017.

## Géographie
Pouchkine est située à 25 km au sud de Saint-Pétersbourg.

## Histoire

### Avant la révolution
En 1609-1702, à l'emplacement du palais Catherine se trouvait un domaine suédois appelé « Manoir de Saari ». Les Finnois d'Ingrie nommaient cet endroit Saari',.
C'était un petit domaine composé d'une maison en bois, avec ses dépendances, et d'un modeste jardin. Cette propriété provenait d'un ancien domaine mentionné dans les registres de l'Église en 1501 et porté sur des cartes dessinées pour Boris Godunov sous le nom de Saritsa (russe : Сирица).
Le nom sera transformé en « manoir de Sarskaya » (russe : Сарская мыза), puis en village de Saari, pour devenir Sarskoïe Selo, et plus tard Tsarskoïe Selo,,.
La ville est fondée au début du XVIIIe siècle sous le nom de Tsarskoïe Selo (« village des tsars »), pour devenir la résidence d'été des Romanov.

### Après la révolution
En 1918, la ville fut renommée Detskoïe Selo (« village des enfants »).
En 1937, le nom fut rechangé en Pouchkine pour honorer et célébrer le centenaire de la mort d'Alexandre Pouchkine.
Durant le siège de Léningrad, pendant la Seconde Guerre mondiale, la ville fut l'enjeu de plusieurs combats et bombardements en particulier mi-septembre 1941, quand les troupes allemandes prirent la ville puis en janvier 1944, lorsque celles-ci quittèrent la ville en détruisant le palais Catherine.
En 1981, un crash aérien sur l'aéroport militaire provoque la mort de la totalité des passagers, dont de nombreux officiers supérieurs de la flotte du Pacifique.

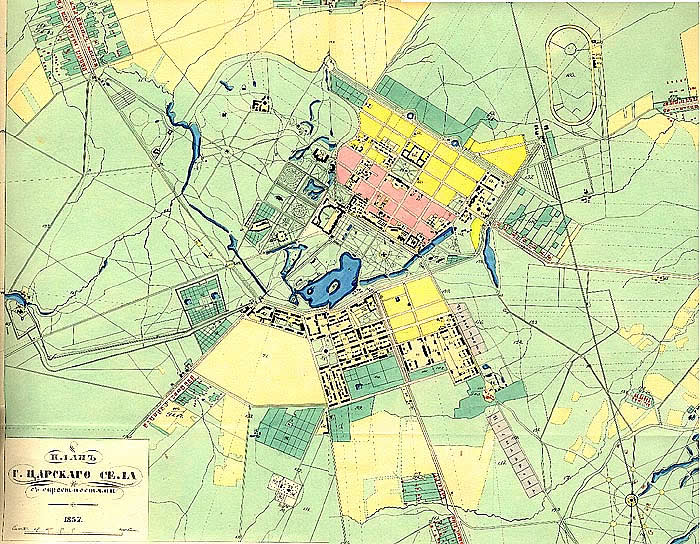
Plan de Tsarskoïe Selo en 1852
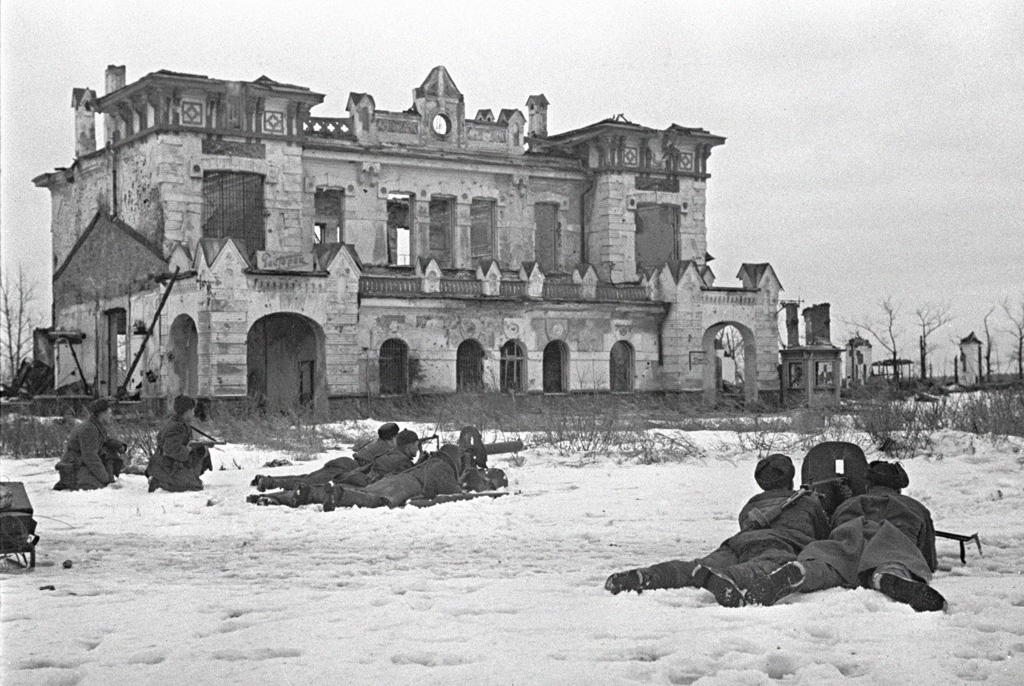
Mitrailleurs soviétiques en position défensive à la gare de Pouchkine, durant le siège de Léningrad

## La résidence impériale
Le complexe palatial se compose aujourd'hui de deux palais impériaux :
- le palais Catherine et son parc,
- le palais Alexandre et son parc.

### Historique

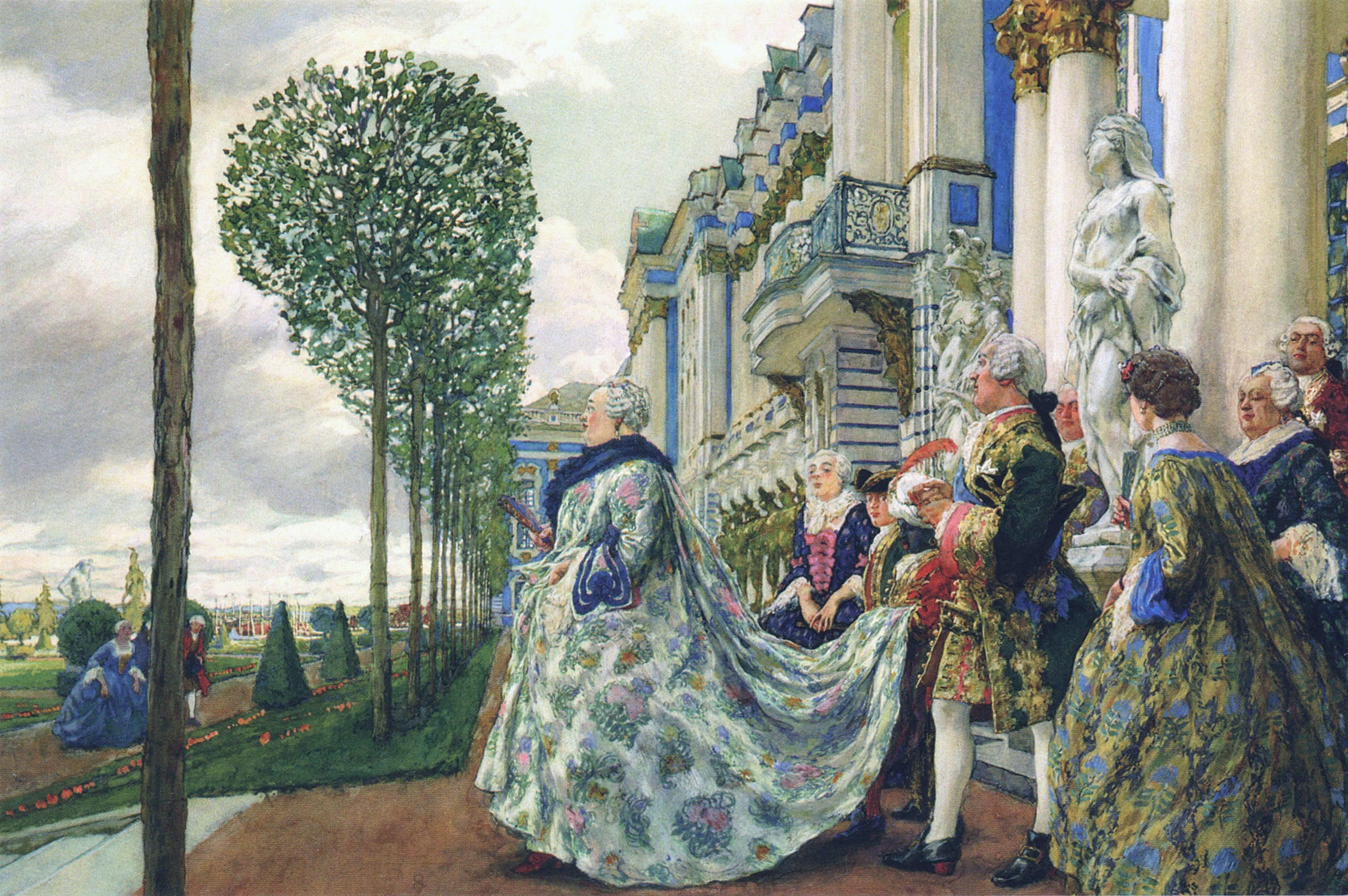
L'impératrice Elisabeth Ière à Tsarskoïe Selo. Tableau d'Alexandre Benois

- Le palais Catherine : Pierre le Grand donna ce terrain en 1708 à sa femme, la future impératrice Catherine Ire, qui commença à en faire une résidence impériale.

- Sa fille, l'impératrice Élisabeth, commanda à l'architecte Bartolomeo Rastrelli le palais Catherine appelé ainsi en l'honneur de sa mère, Catherine Ire.
- Catherine II le fit agrandir. Son architecte Charles Cameron construisit la Galerie Cameron.

- Le palais Alexandre : situé à côté du palais Catherine, Giacomo Quarenghi fut chargé de la construction par Catherine II à l'occasion du mariage de son petit-fils préféré, le futur Alexandre Ier et de Louise Augusta de Bade.

- Nicolas II et la famille impériale y vécurent jusqu'en février 1917. Pendant la guerre, l'impératrice mit en place et organisa un hôpital pour les blessés où elle-même et ses filles travaillaient en qualité d'infirmières ; le tsar visitait souvent l'hôpital et s'entretenait avec les blessés[6]. Après avoir été transférée à Tobolsk par le gouvernement Kerenski, la famille impériale fut déportée le 30 avril 1918 à Iekaterinbourg, par les bolcheviks. Puis, ils furent tous exécutés deux mois plus tard, dans la nuit du 17 au 18 juillet 1918, dans la cave de la Villa Ipatiev situé à  Iekaterinbourg.

- Grigori Raspoutine fut inhumé le 22 décembre 1916 (4 janvier 1917 dans le calendrier grégorien) dans une chapelle en construction près du palais Alexandre. Le soir du 22 mars, sur ordre du gouvernement révolutionnaire, le corps de Raspoutine fut exhumé et brûlé, mais la légende raconte qu'il ne brûla pas.

### L'hôtel impérial des chevaux invalides
La nécropole des chevaux des tsars est un exemple unique de cimetière équin.

### Le lycée de Tsarskoïe Selo
Dans un bâtiment attenant au palais impérial, se trouve l'ancien lycée impérial de Tsarskoïe Selo. Celui-ci, fondé par Alexandre Ier, est surtout fameux pour un élève de sa première promotion : Pouchkine, qui y a été scolarisé de 1811 à 1817. C'est dans le parc du palais que le poète dit avoir connu sa première inspiration poétique. Le bâtiment est aujourd'hui transformé en musée. On peut y voir la chambre de Pouchkine, ainsi que divers souvenirs du grand écrivain.

## Parcs et jardins
- Parc Alexandre
- Parc Catherine
- Parc de Babolovo
- Parc de la Ferme (Fermsky) avec la gare impériale de Tsarskoïe Selo (1912)
- Parc Bouferny

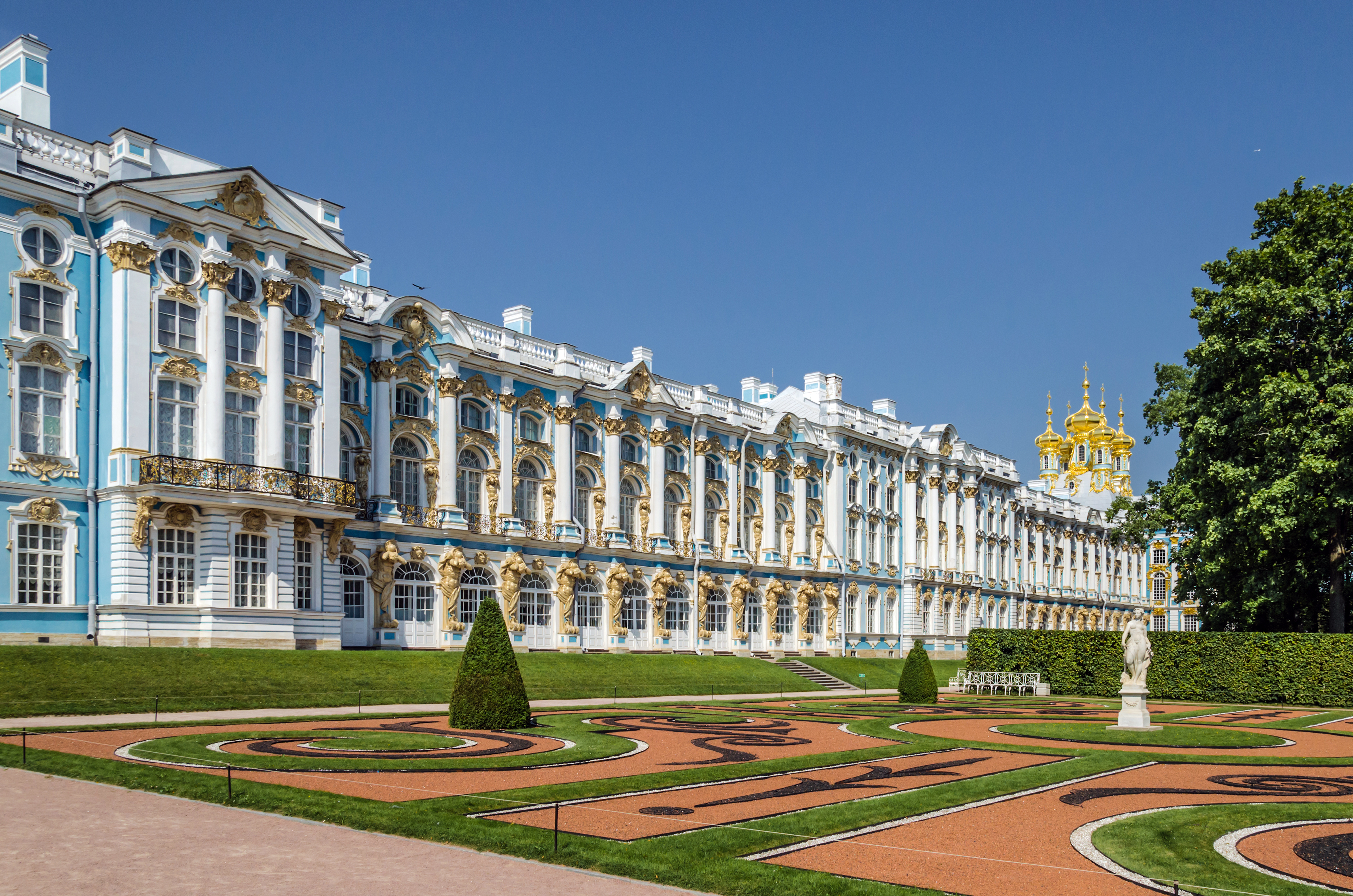
Façade du palais Catherine
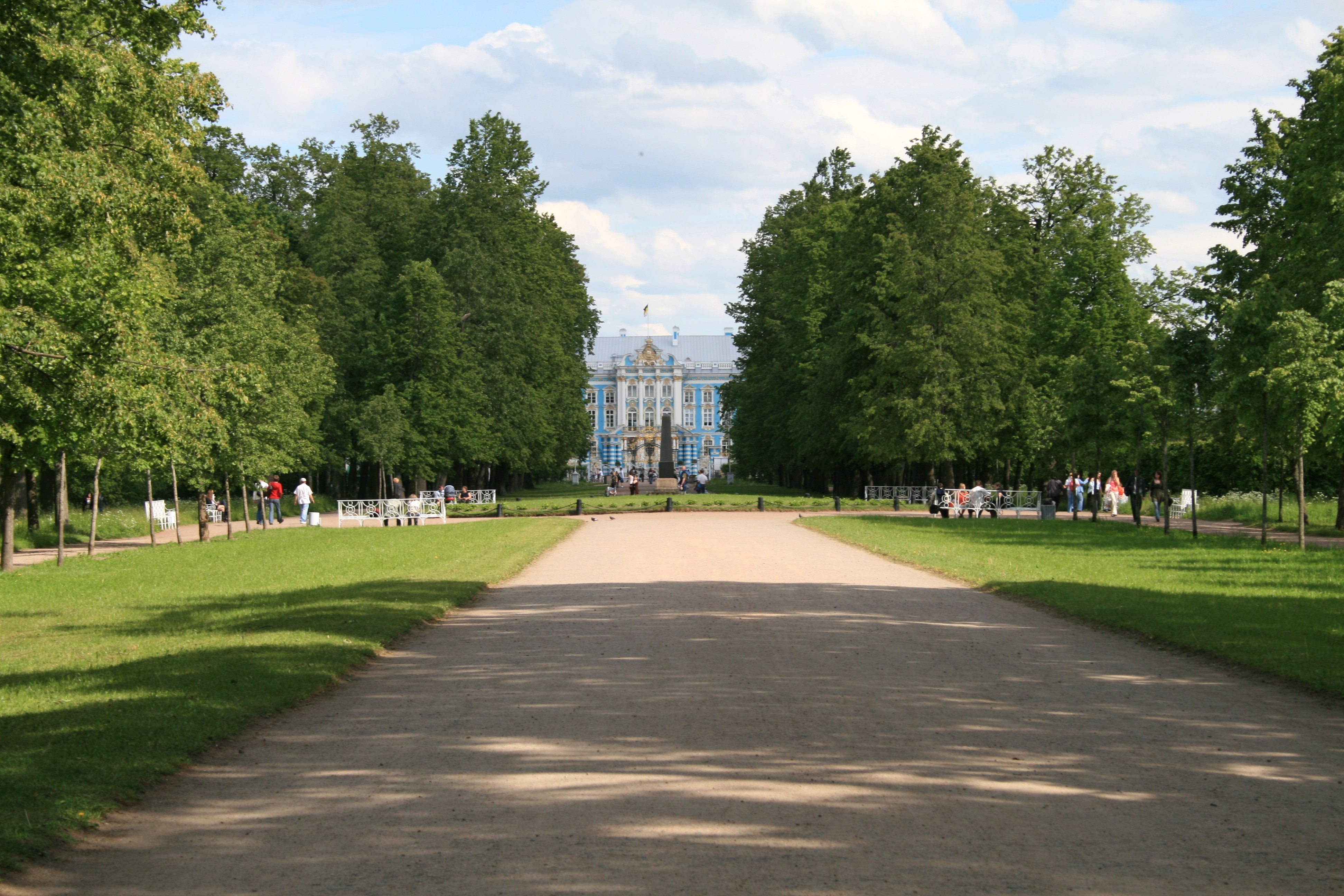
L'allée de tilleuls du parc Alexandre menant au palais Catherine
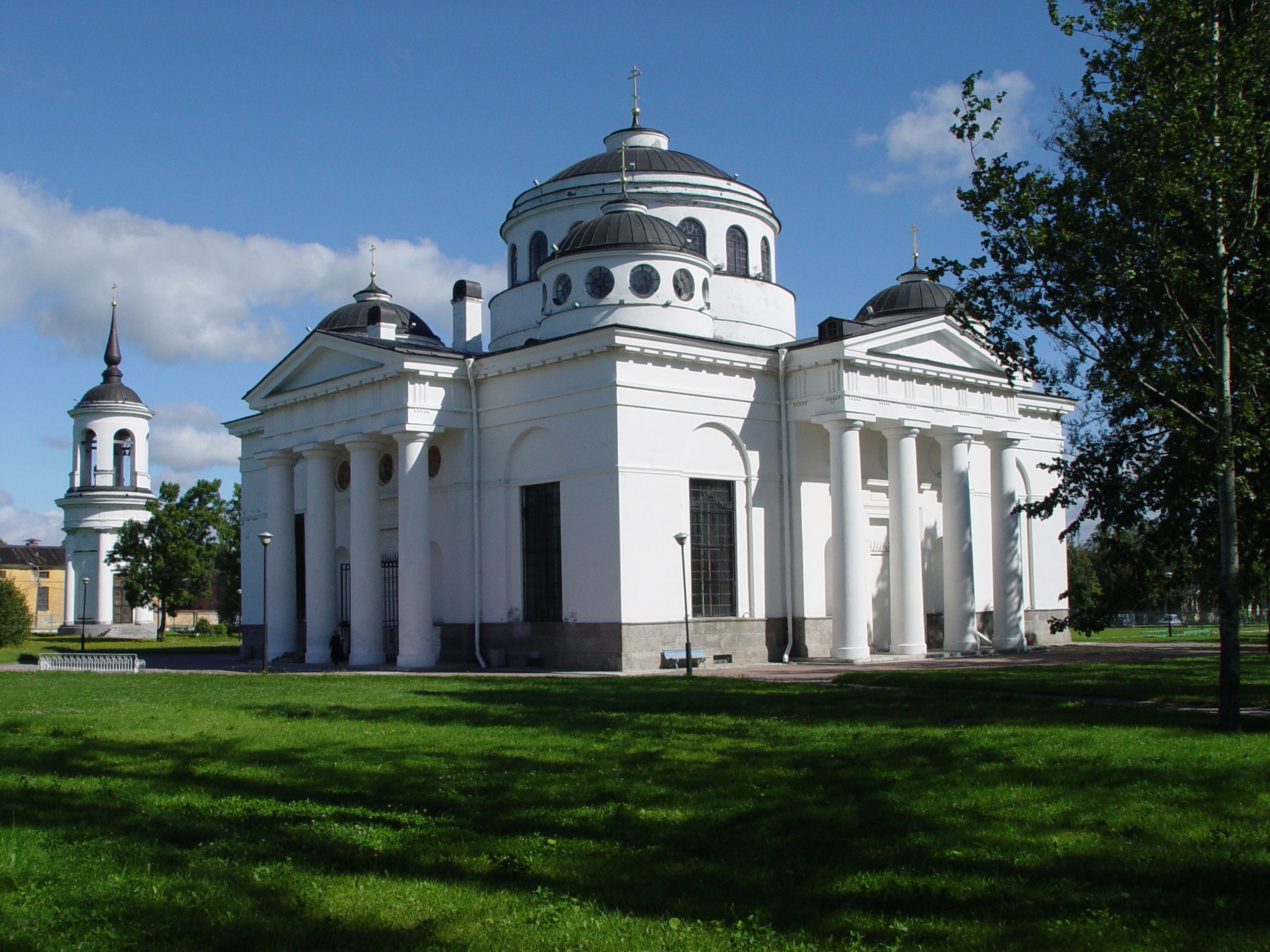
Vue de la cathédrale (collégiale) de l'Ascension du quartier Sainte-Sophie
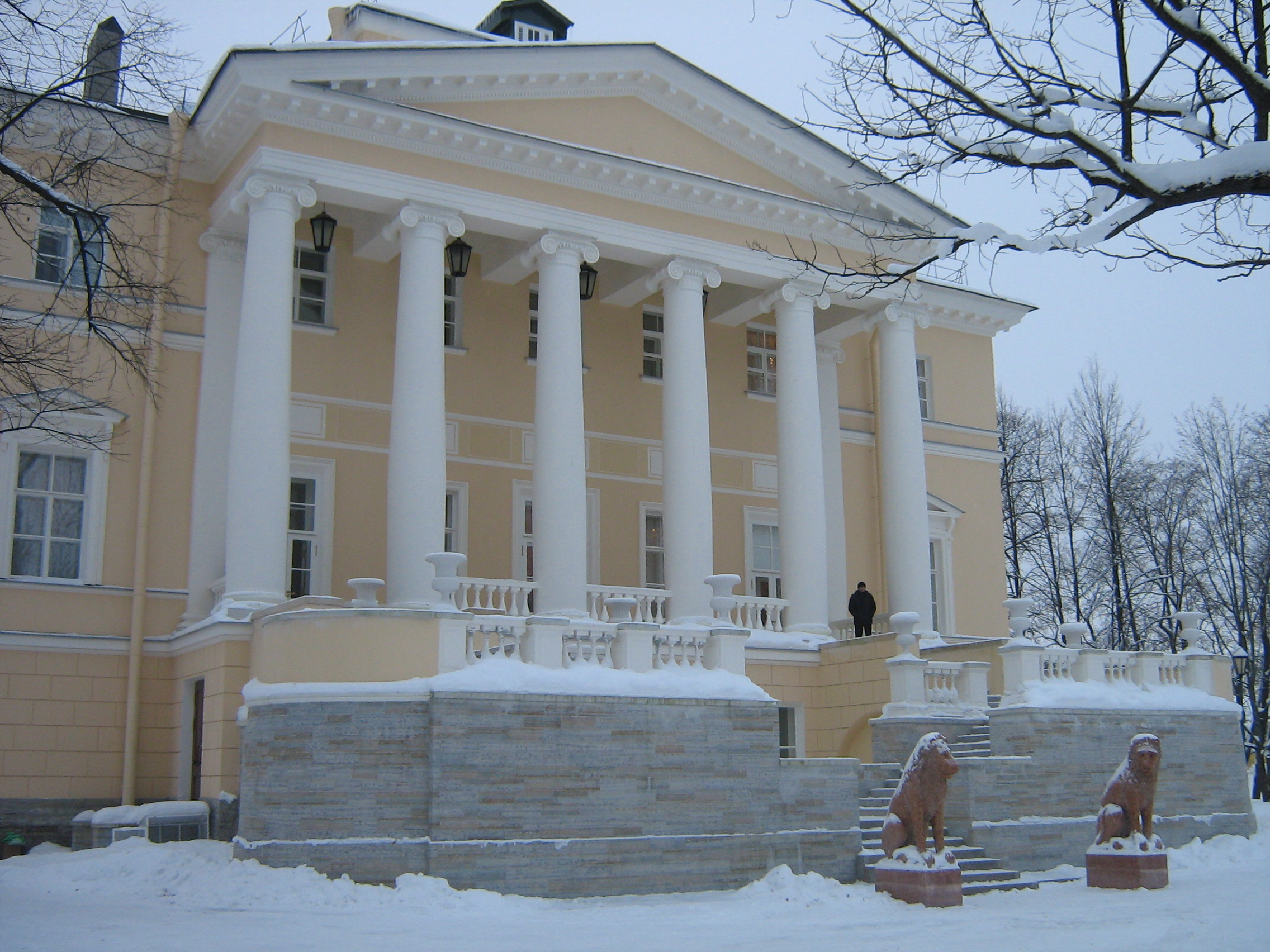
Façade du palais de la réserve
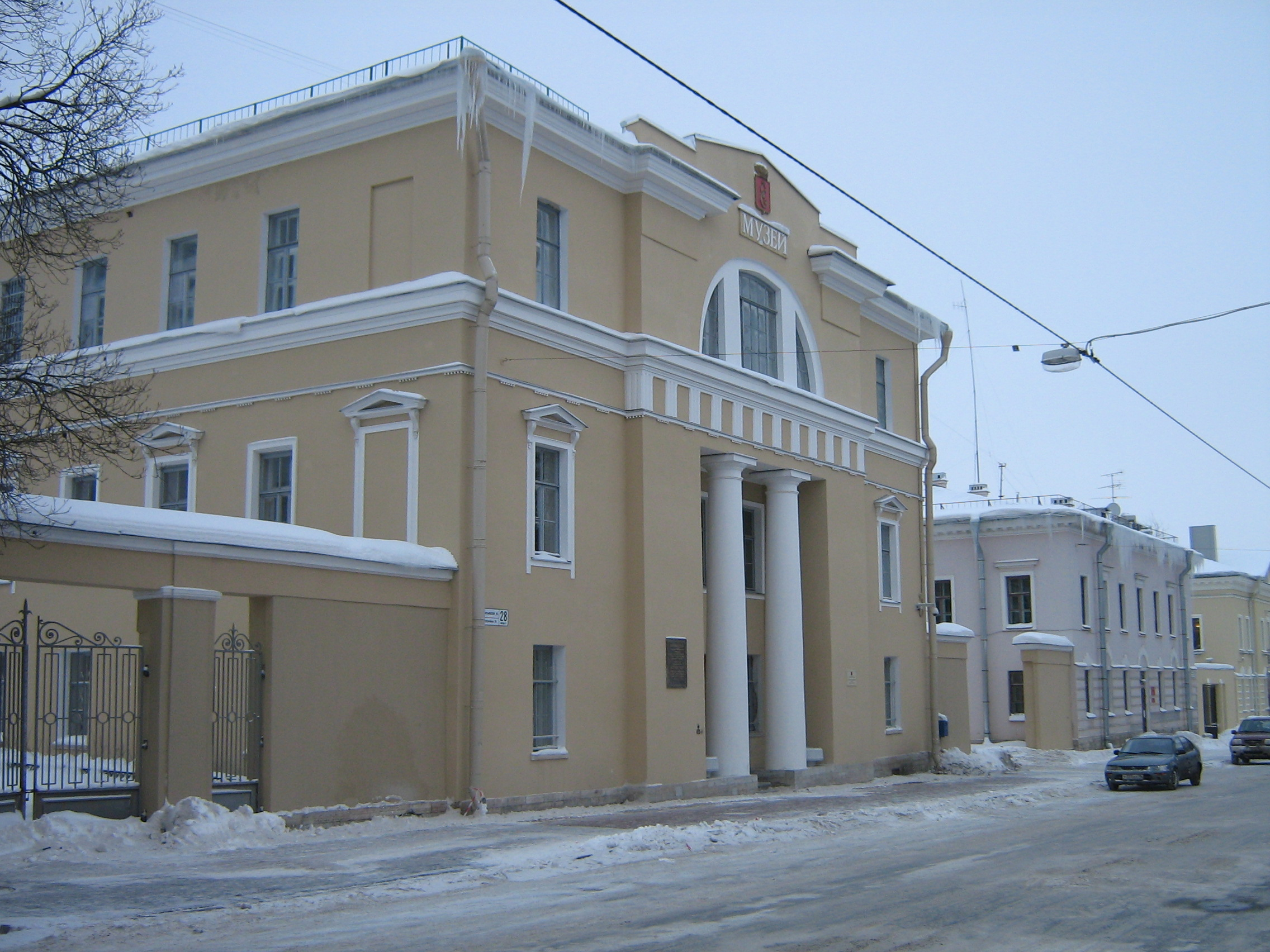
Musée historico-littéraire de la ville

## Architecture religieuse
- Cathédrale de Sophia (Pouchkine)
- Église du Palais Catherine
- Cathédrale (collégiale) Sainte-Catherine, reconstruite en 2006-2010
- Cathédrale (collégiale) de l'Ascension, 1782-1788
- Cathédrale Féodorovsky (ou cathédrale de l'icône du monastère Féodorovsky), cathédrale familiale de la maison Romanov, construite en 1909-1912
- Église Notre-Dame-du-Signe, construite en 1737-1747
- Église Notre-Dame-de-Kazan, 1785-1790
- Église Saint-Pantéleimon, construite en 1846-1852
- Chapelle de la Nativité de la Vierge (située dans l'ancien lycée Nicolas, lycée de garçons de la ville), 1870-1872
- Église Saint-Julien-d'Antioche, 1894-1899, ancienne église du régiment des cuirassiers de la garde
- Église Saint-Serge, 1903-1904
- Église Notre-Dame-des-Douleurs, construite pour la filiale russe de la société de la Croix-Rouge en 1912-1914
- Chapelle Saint-Igor-de-Tchernigov, construite en 1997-1998
- Église catholique Saint-Jean-Baptiste, 1824-1826
- Église luthérienne de la Résurrection, 1860-1865

## Architecture civile
- Palais de la réserve (Zapasnoï dvoretz), 1817-1824
- Galeries marchandes (Gostinny dvor), 1866
- Palais de la princesse Paley, 1911-1912, construit par Karl Schmidt ; abrite aujourd'hui une faculté de l'université du génie militaire
- Hôtel particulier Kotchoubeï, 1911-1913, construit par A.I. Tamanov.
- Gare impériale de Tsarskoïe Selo
- Le Pavillon Grinçant

## Musées municipaux
- Le Musée Pouchkine, situé dans l'ancienne maison (1827) de la veuve du Kammerdiener (fonctionnaire de la cour) Kitaïev, où Pouchkine et son épouse passèrent l'été 1831. Ce musée est consacré au Pouchkine des années 1830.
- Musée historico-littéraire, situé dans l'ancien hôtel de ville, consacré à l'histoire de la ville
- Musée russe de la Première Guerre mondiale ,
- Musée Tchistiakov, consacré à l'œuvre de l'artiste,
- Musée de la collection de Tsarkoïe Selo, situé dans un hôtel particulier Modern Style (1909), consacré à l'art réaliste de 1910 à nos jours,
- Musée Akhmatova, consacré à la collection de S.D. Oumnikov

## Population
Recensements (*) ou estimations de la population  :
| 1897*  | 1926*  | 1939*  | 1959*  | 1970*  |
| ------ | ------ | ------ | ------ | ------ |
| 22 400 | 19 300 | 56 000 | 45 562 | 79 100 |

| 1979*  | 1989*  | 2002*  | 2010*  | - |
| ------ | ------ | ------ | ------ | - |
| 89 601 | 95 400 | 84 628 | 92 721 | - |

## Enseignement
- Université agraire d'État de Saint-Pétersbourg

## Personnalités liées à la ville
- Evgeny Feoktistov (1828-1898), journaliste, éditeur, historien et, plus tard dans sa vie, fonctionnaire de l'État, décédé à Pouchkine.
- Nikolay Aleksandrovič Romanov, (1957-), peintre russe, né à Pouchkine.

## Jumelages
- Aalborg (Danemark)
- Kalamazoo (États-Unis)
- Worcester (États-Unis)
- Frankenthal (Allemagne)
- Zerbst (Allemagne)
- Cambrai (France)
- Versailles (France)
- Mantoue (Italie)

## Climat
| Mois                                            | jan. | fév. | mars | avril | mai  | juin | jui. | août | sep. | oct. | nov. | déc. | année |
| ----------------------------------------------- | ---- | ---- | ---- | ----- | ---- | ---- | ---- | ---- | ---- | ---- | ---- | ---- | ----- |
| Température minimale moyenne (°C)               | −7,9 | −7,7 | −2,9 | −1,6  | 7,1  | 11,2 | 14   | 13   | 8    | 3,7  | −2,1 | −5,5 | 2,8   |
| Température moyenne (°C)                        | −6,1 | −6   | −1,4 | 4,4   | 10,9 | 15,8 | 18,1 | 16,4 | 11   | 5,6  | −0,1 | −3,8 | 5,4   |
| Température maximale moyenne (°C)               | −2,3 | −1,4 | 4,1  | 9,2   | 16,1 | 20,5 | 22,2 | 20,6 | 14,6 | 8,5  | 1,8  | −0,7 | 9,4   |
| Température maximale moyenne la plus haute (°C) | 8,6  | 10,2 | 14,9 | 25,3  | 30,9 | 34,6 | 34,3 | 33,5 | 30,4 | 21   | 12,3 | 10,9 | 34,6  |
| Précipitations (mm)                             | 40   | 31   | 35   | 33    | 38   | 64   | 78   | 77   | 67   | 65   | 56   | 49   | 633   |